# Gare de Rutland
La  gare de Rutland est une gare ferroviaire des États-Unis située à Rutland dans l'État du Vermont; c'est le terminus nord du train Ethan Allen Express d'Amtrak.

## Situation ferroviaire
La gare suivante en direction de New York est Castleton, elle a remplacé en 2010 la gare de Fair Haven désormais fermée.

## Histoire
Elle est construite en 1999 sur une ancienne ligne de la Delaware and Hudson Railway.

## Service des voyageurs

### Desserte
Elle est desservie par une liaison longue-distance Amtrak :
- L'Ethan Allen Express: Rutland - New York